# Лејк Кармел (Њујорк)
Лејк Кармел (енгл. Lake Carmel) насељено је место без административног статуса у америчкој савезној држави Њујорк.

## Демографија
По попису из 2010. године број становника је 8.282, што је 381 (-4,4%) становника мање него 2000. године.
| Група             | 2000.         | 2010.         |
| Белци             | 7.802 (90,1%) | 6.578 (79,4%) |
| Афроамериканци    | 130 (1,5%)    | 217 (2,6%)    |
| Азијати           | 73 (0,8%)     | 141 (1,7%)    |
| Хиспаноамериканци | 539 (6,2%)    | 1.247 (15,1%) |
| Укупно            | 8.663         | 8.282         |